# Metrik (verslære)
 For alternative betydninger, se Metrik. (Se også artikler, som begynder med Metrik)
Metrik kaldes også vers(e)lære, og er læren om hvordan metriske vers i digtning er udformet. Metrum eller versmål beskriver metriske vers.

## Overordnet
Der findes forskellige metriske principper, der henholdsvis beskriver verset/metret ud fra stavelsernes varighed, antal eller vægt. 

Varighed: Kvantiterende vers: lange (–) og korte stavelser (◡), den antikke/klassiske græsk-romersk digtning

Antal: Syllabiske vers: stavelsestællende, i flere romanske sprog, specielt fransk og italiensk

Vægt: Accentuerende vers: betonede (–) og ubetonede stavelser (◡), germanske og nordiske sprog

Herefter vil kun den accentuerende metrik blive forklaret.

## Accentuerende metrik
Første strofe i Johannes V. Jensens digt ”Graven i Sne” vil blive brugt til at forklare nogle metriske begreber.
Den lille gamle Kirkegaard,

Hvor muren med sin Vedbend staar

I Accentuerende metrik beskrives henholdsvis betonede/trykstærke/hævnings- stavelser med (–) og ubetonede/tryksvage/sænknings- stavelser med (◡). Ved hjælp af disse to symboler vil der let kunne redegøres for et metrum. Metret som hvert vers i ”Graven i sne” følger, bliver således:

◡ – ◡ – ◡ – ◡ – 

I hvert vers veksles der regelmæssigt imellem trykstærke og tryksvage stavelser. Et fast metrum består af et vist antal taktled. Et taktled starter altid med en trykstærk stavelse og slutter lige før den næste trykstærke stavelse. Da der er fire trykstærke stavelser i metret kan det inddeles i fire taktled. 

◡ | – ◡ | – ◡ | – ◡ | – 

Et tostavelses taktled som her kaldes for en bisyllabel. For 1, 3, 4 og 5 stavelser hedder det henholdsvis: mono-, tri-, tetra- og pentasyllabel. 

## Optakt
Den | lille 

◡ | – u 

Den ubetonede stavelse inden det første taktled eller betonede stavelse kaldes for optakt. Et vers kan starte uden optakt, med optakt, med dobbelt optakt eller flere.

## Versfod
I antikkens kvantiterende verslære findes der adskillige betegnelser for versfødder. Disse er på godt og ondt blevet overført til de moderne accentuerende sprog.
Jambe: ◡ – 

Trokæ: – ◡ 

Spondæ: – – 

Daktyl: – ◡ ◡ 

Anapæst:  ◡ ◡ – 

Kretikus: – ◡ – 

Amfibrak: ◡ – ◡
Choriambe:   – ◡ ◡ – 

Den mindste versefod der går igen i verset er en jambe, så metret ville kunne deles op i fire jamber:

◡ – | ◡ – | ◡ – | ◡ – 

Et sådan metrum ville man fristes til at kalde en firefodsjambe. Det er dog langt fra alle vers der vil kunne opdeles i fire jamber. Her er der et vers som kan:
Jeg kom | en dag | hans grav | at se,
I et vers som dette vil det gå galt: 

”Den lil” ”le gam” ”le Kir” ”kegaard,” 

En mere hensigtsmæssig opdeling ville fra sprogets side være: 

”Den lille” ”gamle” ”Kirkegaard,” 

Her er verset opdelt i disse versfødder: en amfibrak, en trokæ og en kretikus. Dette er derimod heller ikke en hensigtsmæssig beskrivelse set fra metrets side. Grunden er versføddernes dobbelthed, da de bestemmes af ordet/ordene, og både beskriver rytmen i ordet/ordene, og samtidig også ind beskriver metret.
Et taktled er derimod et mere neutralt begreb, da det kun beskriver metret. Navnene på de gamle versfødder bliver dog stadig brugt som adjektiver når metret skal beskrives i vers. Derved kan verset beskrives som et jambisk vers, på trods af at det ikke er skrevet i jamber. Betegnelser som trokæisk, daktylisk og anapæstisk bliver ligeledes brugt.

## Gangart
Gangart eller versgang er en betegnelse for hvordan verset bevæger sig. Det er de metriske taktled der bestemmer versets gangart. Af de bisyllabiske gangarter findes der to: 

Jambisk: 	◡ – ◡ – ◡ – … 

Trokæisk: 	– ◡ – ◡ – ◡ … 

Af de trisyllabiske findes der tre: 

Anapæstisk med dobbelt optakt: 

◡ ◡ – ◡ ◡ – ◡ ◡ – ◡ ◡ – … 

Anapæstisk med enkelt optakt eller amfibrakiske: 

◡ – ◡ ◡ – ◡ ◡ – ◡ ◡ – ◡ … 

Daktyliske helt uden optakt: 

– ◡ ◡ – ◡ ◡ – ◡ ◡ – ◡ ◡ … 

Sådan kunne det i princippet fortsætte med tetrasyllabiske gangarter osv., men bi- og trisyllabiske gangarter er de mest brugte. 

De ovenstående gangarter er alle rene gangarter, da det samme taktled gentages igen og igen. Streng gangart ville det også kunne kaldes. De rene bisyllabiske gangarter vil også kunne kaldes alterende vers, fordi der skiftes imellem tryk og ikke-tryk. Udover ren gangart findes der frit blandet gangart, hvor der ikke er noget fast mønster i hvordan de forskellige taktled placerer sig, og fast blandet gangart, hvor de forskellige taktled placeres i et fast mønster.

## Versudgang
Versudgang er hvordan metret er i slutningen af verset. Ender det med en betonet stavelse, kaldes det mandlig udgang. Er det en betonet stavelse efterfulgt af en ubetonet, kaldes det kvindelig udgang. Endelig, hvis det er en betonet stavelse efterfulgt af to ubetonede, kaldes det svævende eller daktylisk udgang. Versudgang har stor betydning når det gælder rimede vers og strofer.

## Vers- og strofeformler
Det er ikke hensigtsmæssigt altid at skulle forklare et metrum med (◡ – ◡ – …), så for de rene gangarter kan der bruges følgende notation:
Bi ’8 = ◡ – ◡ – ◡ – ◡ –

Verset er alterende, så en bisyllabisk gangart derfor ”bi”. Apostrof fordi verset starter med optakt, samt 8 fordi der er otte stavelser i verset. 

Den tolinjede strofe: 

Den lille gamle Kirkegaard, 

Hvor muren med sin Vedbend staar 

Kan altså kort beskrives ved: bi ’8’8 

Og for en trisyllabisk gangart kunne det se sådan ud:

Tri ’’10 = ◡ ◡ – ◡ ◡ – ◡ ◡ – ◡ 

En firlinjet strofe som Grundtvigs ”Nu falmer Skoven trindt om Land”
Der kan beskrive: bi ’8 ’7 ’8 ’7 kan forkortes yderligere til bi (’8’7)2. Bemærk at 2 betyder en fordobling og ikke potens, som det ville i matematisk forstand.
Hvis strofen er rimet kan det beskrives således: 

bi ’8’8 aa 

bi (’8’7)2 aB 

## Klassiske versmål og versformer
Aleksandrineren bi ‘6’6 eller bi ‘6 ’7 

◡ – ◡ – ◡ – || ◡ – ◡ – ◡ – (◡) 

Heksametret 

– ◡◡ – ,◡◡ – ,◡,◡ – ,◡◡, – ◡◡ – ◡ 

Elegisk distikon 

– ◡◡ – ,◡◡ – ,◡,◡ – ,◡◡, – ◡◡ – ◡ 

– ◡◡ – ◡◡ – || – ◡◡ – ◡◡ – 

Trimetret 

Bi ’12 

Asklepiadæiske strofe 

|: – ◡ – ◡ ◡ – – ◡ ◡ – ◡ – :| 

– ◡ – ◡ ◡ – ◡ 

– ◡ – ◡ ◡ – ◡ – 

Alkæiske strofe 

|: ◡ – ◡ – ◡ – ◡ ◡ – ◡ – ◡ – :| 

◡ – ◡ – ◡ – ◡ – ◡ 

– ◡ ◡ – ◡ ◡ – ◡ – 

Sapfiske strofe 

|∙: – ◡ – ◡ – ◡ ◡ – ◡ – ◡ :∙| 

– ◡ ◡ – ◡ 

## Historiske strofeformer
Friederike-strofen: 

bi (’7’4)2 

Marianne-strofen: 

bi (’9’4)2 

Zama-strofen: 

bi (’11’4)2 

Epitafium-strofen 

bi (’13’6)2 

Alexandrine-strofen 

bi (’13’13)2, bi (’12’12)2, bi (’13’12)2 og bi (’12’13)2
Aarestrup–strofen: 

bi (’7’7)2 XAXA 

Ottaven 

Stanza også kaldet Ottava rima er en strofe på 8 vers
Ottava toscana/Orlando – strofen: 

bi (’11’11)3 ’11’11 (AB)3 CC
Zueignung-strofen: 

bi (’11’10)3 ’11’11 (Ab)3 CC, bi (’11’10)3 ’10’10 (Ab)3 cc , bi (’10’11)3 ’11’11 (aB)3 CC og bi (’10’11)3 ’10’10 (aB)3 cc
Ottava siciliana 

bi (’11’11)4 (AB)4